# Darren Barr
Darren Barr est un footballeur écossais, né le 17 mars 1985 à Glasgow en Écosse. Il évolue actuellement à Annan Athletic comme arrière droit.

## Palmarès
Falkirk
- Coupe d'Écosse
  - Finaliste : 2009

 Heart of Midlothian
- Coupe d'Écosse
  - Vainqueur : 2012